# タルサ (オクラホマ州)
タルサ（Tulsa）は、アメリカ合衆国オクラホマ州の東部にある都市。人口は41万3066人（2020年）で、州内ではオクラホマシティに次いで2番目に大きな都市である。タルサ郡の郡庁が立地している。1901年の油田発見でオイルブームが訪れて一気に発展し、以降石油精製工業・化学工業が発達している。

## 地理
タルサ市はオクラホマシティの北東160キロメートル、州の北東角の北緯36度7分53秒 西経95度56分14秒 / 北緯36.13139度 西経95.93722度（36.131294, -95.937332に位置している。アメリカ合衆国統計局によると、この都市は総面積483.9平方キロメートル（186.8平方マイル）である。このうち473.1平方キロメートルが陸地で10.9平方キロメートル（4.2平方マイル）が水地域である。総面積の2.24パーセントが水地域となっている。

## 人口動静
2000年の国勢調査で、この都市は人口39万3049人、16万5743世帯及び9万9114家族が暮らしている。人口密度は830.9人/平方キロメートル（2,152.0人/平方マイル）である。379.2平方キロメートル（982.3平方マイル）の平均的な密度に17万9405軒の住宅が建っている。この都市の人種的な構成は白人70.09パーセント、アフリカン・アメリカン15.47パーセント、先住民4.72パーセント、アジア1.82パーセント、太平洋諸島系0.05パーセント、その他の人種3.45パーセント、及び混血4.40パーセントである。ここの人口の7.15パーセントはヒスパニックまたはラテン系である。
16万5743世帯のうち、28.5パーセントが18歳未満の子供と一緒に生活しており、43.1パーセントは夫婦で生活している。12.9パーセントは未婚の女性が世帯主であり、40.2パーセントは結婚していない。33.9パーセントは1人以上の独身の居住者が住んでおり、9.8パーセントは65歳以上で独身である。1世帯の平均人数は2.31人であり、結婚している家庭の場合は、2.98人である。
この都市内の住民は24.8パーセントが18歳未満の未成年、18歳以上24歳以下が10.9パーセント、25歳以上44歳以下が29.9パーセント、45歳以上64歳以下が21.5パーセント、及び65歳以上が12.9パーセントにわたっている。中央値年齢は34歳である。女性100人ごとに対して男性は93.5人である。18歳以上の女性100人ごとに対して男性は90.4人である。
この都市の世帯ごとの平均的な収入は35,316米ドルであり、家族ごとの平均的な収入は44,518米ドルである。男性は32,779米ドルに対して女性は25,587米ドルの平均的な収入がある。この都市の一人当たりの収入（per capita income）は2万1534米ドルである。人口の14.1パーセント及び家族の10.9パーセントは貧困線以下である。全人口のうち18歳未満の20.5パーセント及び65歳以上の8.3パーセントは貧困線以下の生活を送っている。

## 交通
タルサ国際空港（TUL）が玄関口となる。全米各地からの便が運航している。利用者の行き先はダラスが以下を突き放してトップで、デンバー・ヒューストン・シカゴ（オヘア国際空港）と続く。アメリカン航空の主要な整備場が立地している。

## タルサを舞台にした作品
- 映画「タルサ（英語版）」- 1920年代の石油ブームを描いた作品。スーザン・ヘイワード主演。1949年公開。タルサ郡の石油ブームについては「タルサ郡の石油ブーム」を、オクラホマ州の石油ブームについては「州制後」を、この時代の石油ブームについては隣州「テキサス州の石油ブーム」を参照。
- タルサからの24時間（Twenty Four Hours From Tulsa）唄：ジーン・ピットニー、作曲：バート・バカラック
- 「ウォッチメン」（テレビドラマ） - DCコミックスの同名のヒーローコミックスを原作にタルサ人種虐殺とその後の人種的緊張を取り巻く事件を焦点とするテレビドラマ。
- 西部劇映画「オクラホマ・キッド」
- 「アウトサイダー」(The Outsiders)  - 1960年代を描いた青少年向け小説。S・E・ヒントン作。

## 対外関係

### 姉妹都市･提携都市
- サンルイスポトシ（メキシコ合衆国 サンルイスポトシ州）
- 宇都宮市（日本 栃木県）
- 高雄市（中華民国 直轄市）
- 北海市（中華人民共和国 広西チワン族自治区）
- ティベリア（イスラエル国 北部地区）
- ツェレ（ドイツ連邦共和国 ニーダーザクセン州）
- アミアン（フランス共和国 オー･ド･フランス地方 ソンム県）
- プロイェシュティ（ルーマニア国 ムンテニア地方 プラホヴァ県）
- ゼレノグラード区（ロシア連邦 モスクワ市）